# Odonteus filicornis
Odonteus filicornis là một loài bọ cánh cứng trong họ Geotrupidae. Loài này được Say miêu tả khoa học năm 1823.